# 俄亥俄州立大学机场

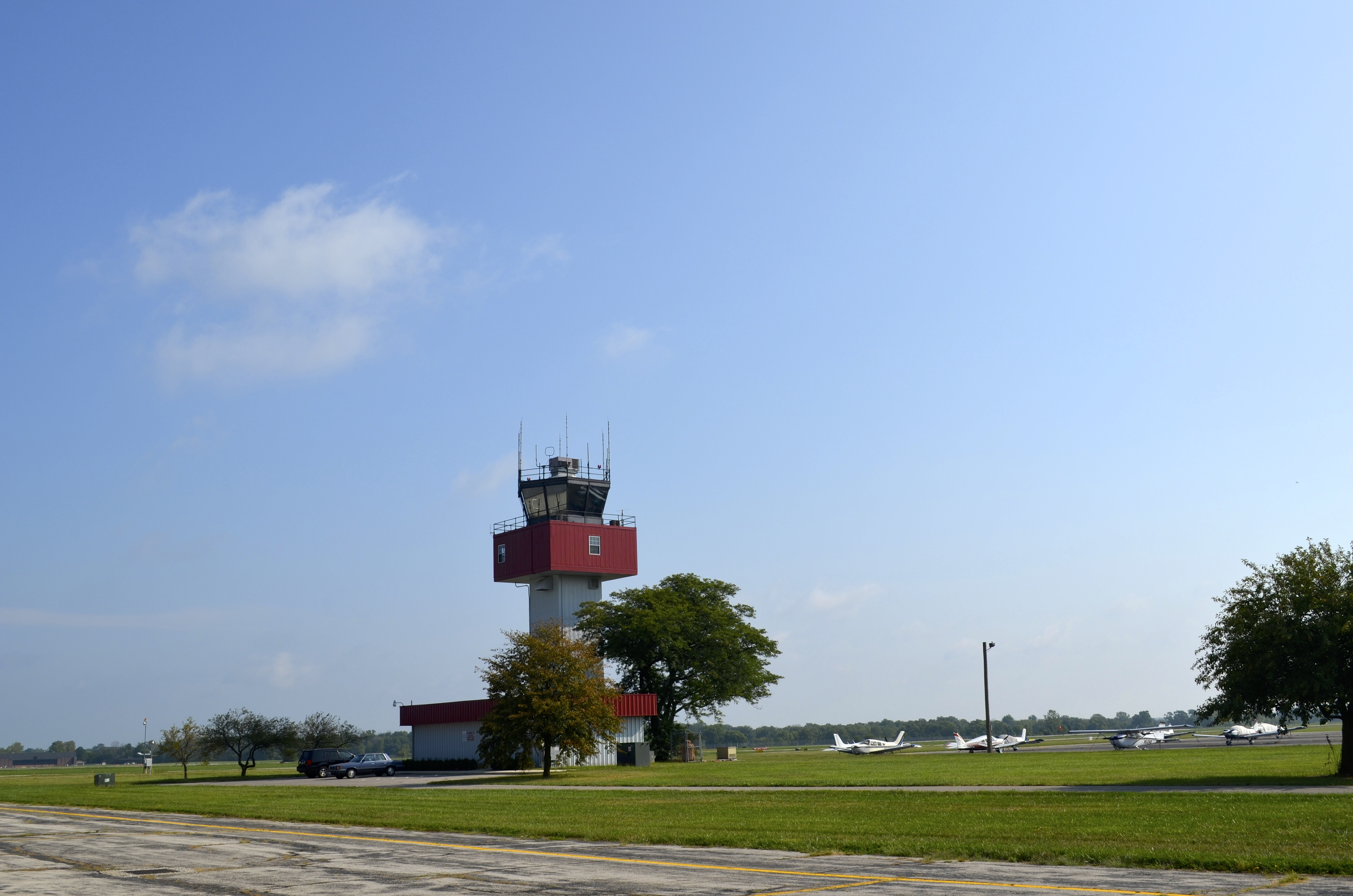
塔台

俄亥俄州立大学机场（英語：Ohio State University Airport）是美国俄亥俄州富兰克林县哥伦布的一座民用机场，位于该市市区西北，距离市区6英里(10 千米)。机场由俄亥俄州立大学拥有和管理，该机场易被和位于阿森斯的俄亥俄大学拥有的俄亥俄大学机场混淆。为纪念在二战期间的英国接受飞行训练时罹难的该校校友唐·斯科特，也并称为俄州大唐·斯科特机场（OSU Don Scott Airport）。俄亥俄州立大学机场为了该校师生服务，并同时为俄亥俄中部地区的居民提供航空服务。
俄州大机场由该校航空学院建立于1943年，为空军和民众提供飞行训练。现在机场由俄州大航空航天工程和航空系独立运作。